# Égide
Pour les articles homonymes, voir Égide (homonymie).

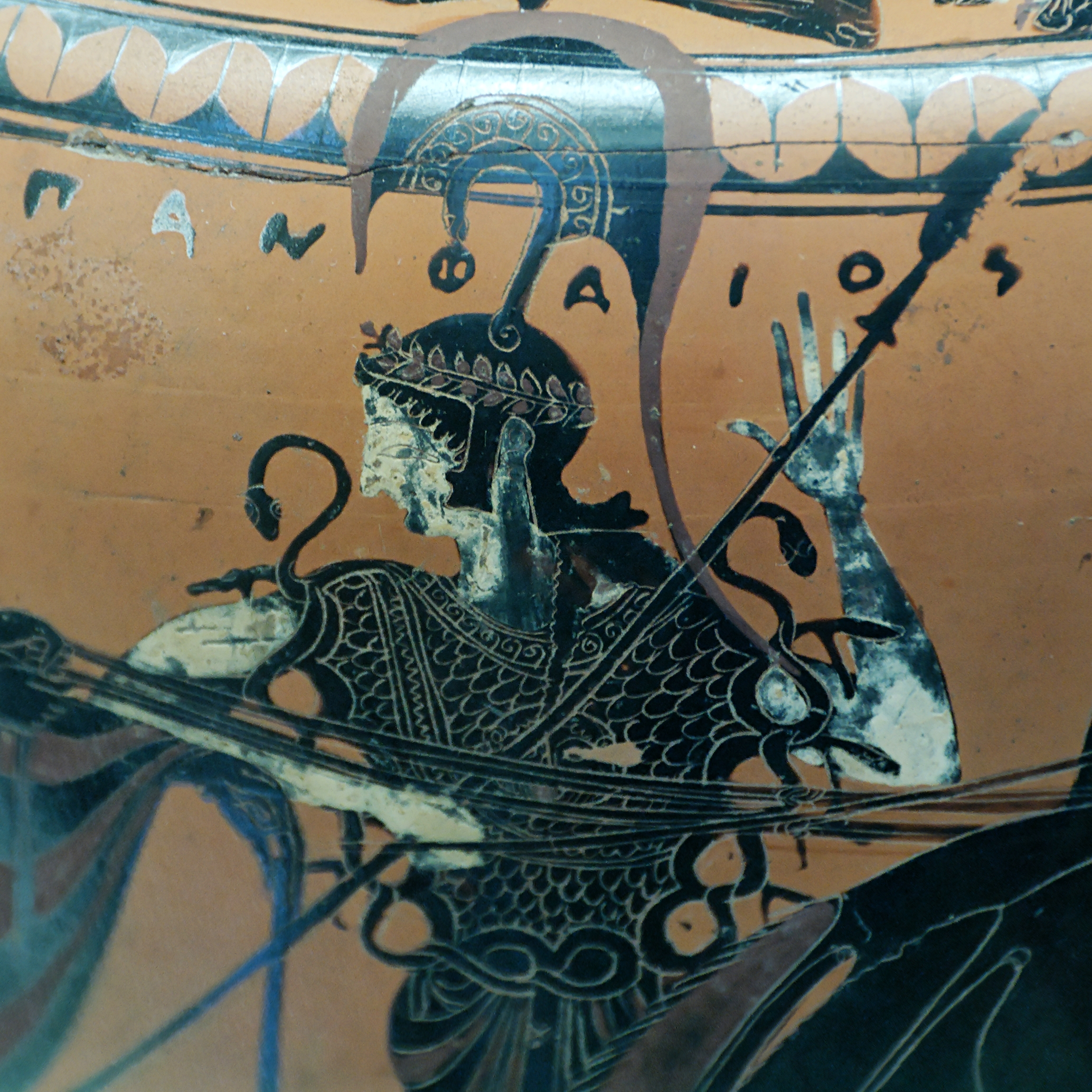
Athéna portant l'égide frangée de serpents, hydrie attique à figures noires, v. 540 av. J.-C., Cabinet des médailles de la BNF.

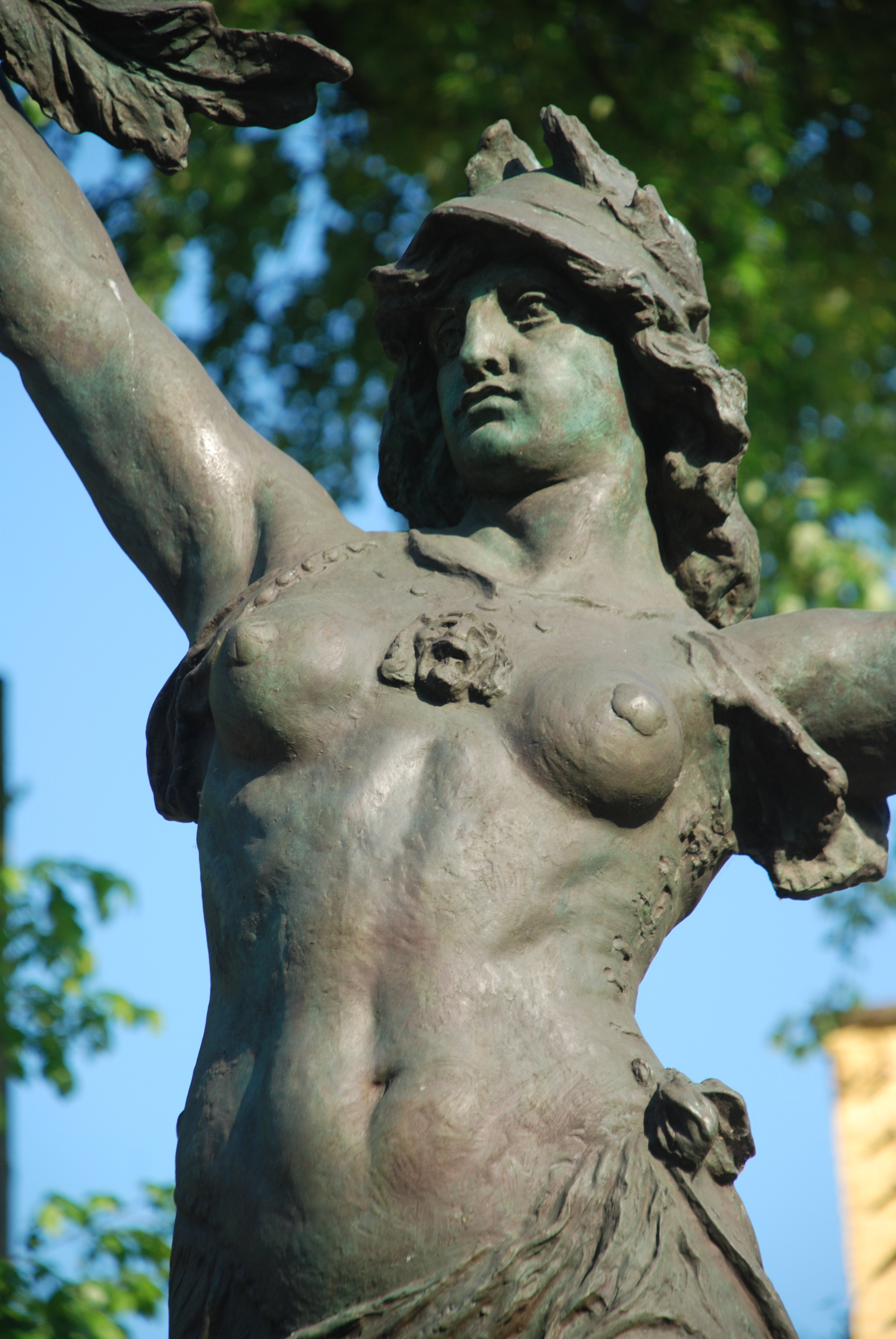
La Victoire portant l'égide sur le monument aux Morts de Court-Saint-Étienne.

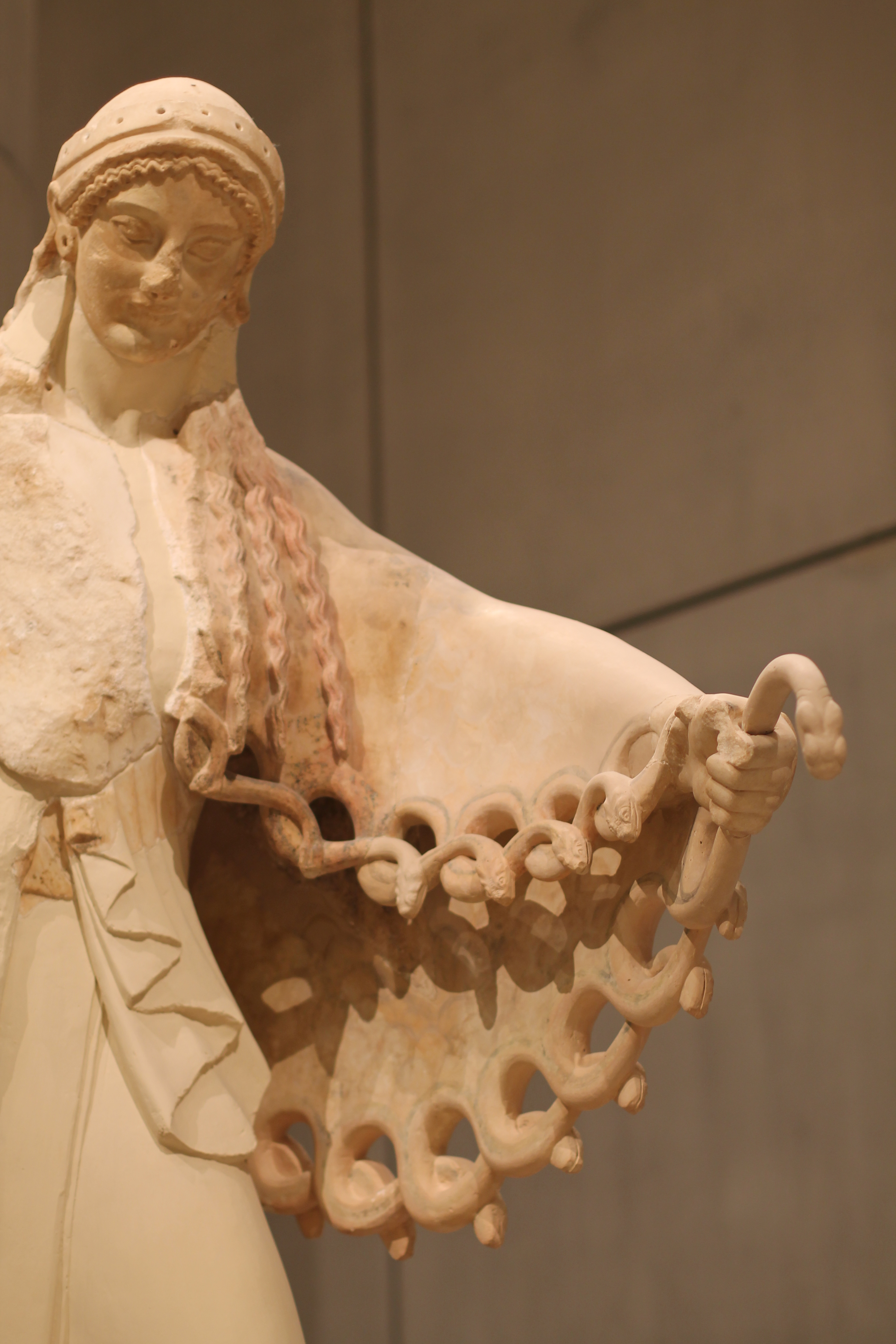
Athéna utilisant l'égide lors de la gigantomachie, sculpture du temple d'Athéna Polias, vers -520, musée de l'Acropole.

Dans la mythologie grecque, l’égide (en grec ancien : αἰγίς / aigís) est une arme merveilleuse détenue par Athéna, offensive autant que défensive, symbole de la puissance protectrice souveraine et qui fait d'Athéna une grande divinité protectrice des cités et des héros.

## Mythe

### Description
Il n'est pas facile de comprendre en quoi elle consiste exactement chez les poètes épiques. Son étymologie naturelle (aigís signifie également « peau de chèvre ») incline à faire penser qu'il s'agit d'un bouclier recouvert d'une peau de chèvre.
Elle est évoquée à plusieurs reprises dans l’Iliade, où l'épithète principale de Zeus est αἰγίοχος / aigíokhos, qui signifie, dans le Grand Bailly, « qui tient ou secoue l'égide » et que les philologues interprètent comme « Porte-Égide ». Hésiode, dans la Théogonie, cite Zeus comme « maître de l'égide ». On a pu suggérer qu’aigi- désignait à l'origine plutôt un oiseau, qui dans certaines traditions germaniques ou lituaniennes accompagne le dieu de la foudre.
L'égide est l'œuvre d'Héphaïstos — ou, chez Hésiode, de Métis, pour sa fille Athéna. Au chant II (v. 446-449), Homère la décrit ainsi :

« la précieuse égide, inaltérable et pure,

D'où pendillaient cent franges merveilleusement tressées,

Tout en or fin, et dont chacune valait bien cent bœufs. »

Au chant V (v. 738-742), la représentation diffère sensiblement :

« [Athéna] jeta sur ses épaules l'effrayante égide

Aux poils mouvants, où s'étalaient, en un grand rond, Déroute,

Et Discorde et Vaillance et Poursuite glaçant les cœurs,

Elle porte en son centre la tête de Gorgo, ce monstre épouvantable,

Terrible, grimaçant, signe de Zeus le Porte-Égide. »

Les commentateurs tardifs y voient la peau de la chèvre Amalthée, nourrice de Zeus. À la mort d'Amalthée, Zeus aurait en effet pris sa peau pour en revêtir son égide.
Euripide propose une étymologie curieuse : selon lui, l'égide est une cuirasse revêtue de la peau de la Gorgone tuée par Athéna pendant la Gigantomachie. L'égide porterait ce nom parce qu'Athéna se serait « ruée » (ᾖξεν, du verbe ἀΐσσειν / aíssein) au combat. Il semble cependant qu'il s'agisse davantage d'un jeu de mots que d'une véritable étymologie. Des traditions lient plus étroitement l'égide à Athéna : dans l'une, il s'agit de la peau du géant Pallas, vaincu lors de la Gigantomachie et écorché par Athéna ; dans l'autre, il s'agit toujours de la peau de Pallas, qui serait le père d'Athéna, et que celle-ci aurait tué et écorché.
Bien qu'il s'agisse dans les épopées du principal attribut de Zeus, celui-ci n'est que rarement représenté avec l'égide dans les œuvres d'art. À partir de l'époque classique, l'égide est considérée comme une sorte de cuirasse ornée d'une peau de chèvre et jetée sur les épaules d'Athéna, également appelée gorgonéion. Chez Eschyle, l'égide semble consister seulement en une peau de chèvre, puisqu'Athéna peut la tendre devant elle comme une voile, pour être portée par les vents. Dans un de ses ouvrages, l'historienne Pauline Schmitt-Pantel la décrit comme « une tunique faite de la peau écaillée d’un dragon » « bordée d’une frange de serpents » et « sur laquelle est fixée la tête de la Gorgone Méduse ».
Théophraste parle d'un Aigis dans son Histoire des Plantes (III, IX 1-3), en parlant du sexe des arbres : « car c'est le pin femelle qui comporte ce que l'on appelle l'aigis, c'est-à-dire le cœur de l'arbre, la raison pour laquelle elle est moins résineuse, moins imbibé de poix, plus lisse et d'un grain plus droit. Cette aigis se trouve dans les plus gros arbres, quand, comme ils sont tombés, la partie extérieure blanche s'est décomposée ; quand celui-ci a été arraché et le noyau laissé, on le découpe à la hache ; et c'est d'une bonne couleur avec des fibres fines. »

### Fonction

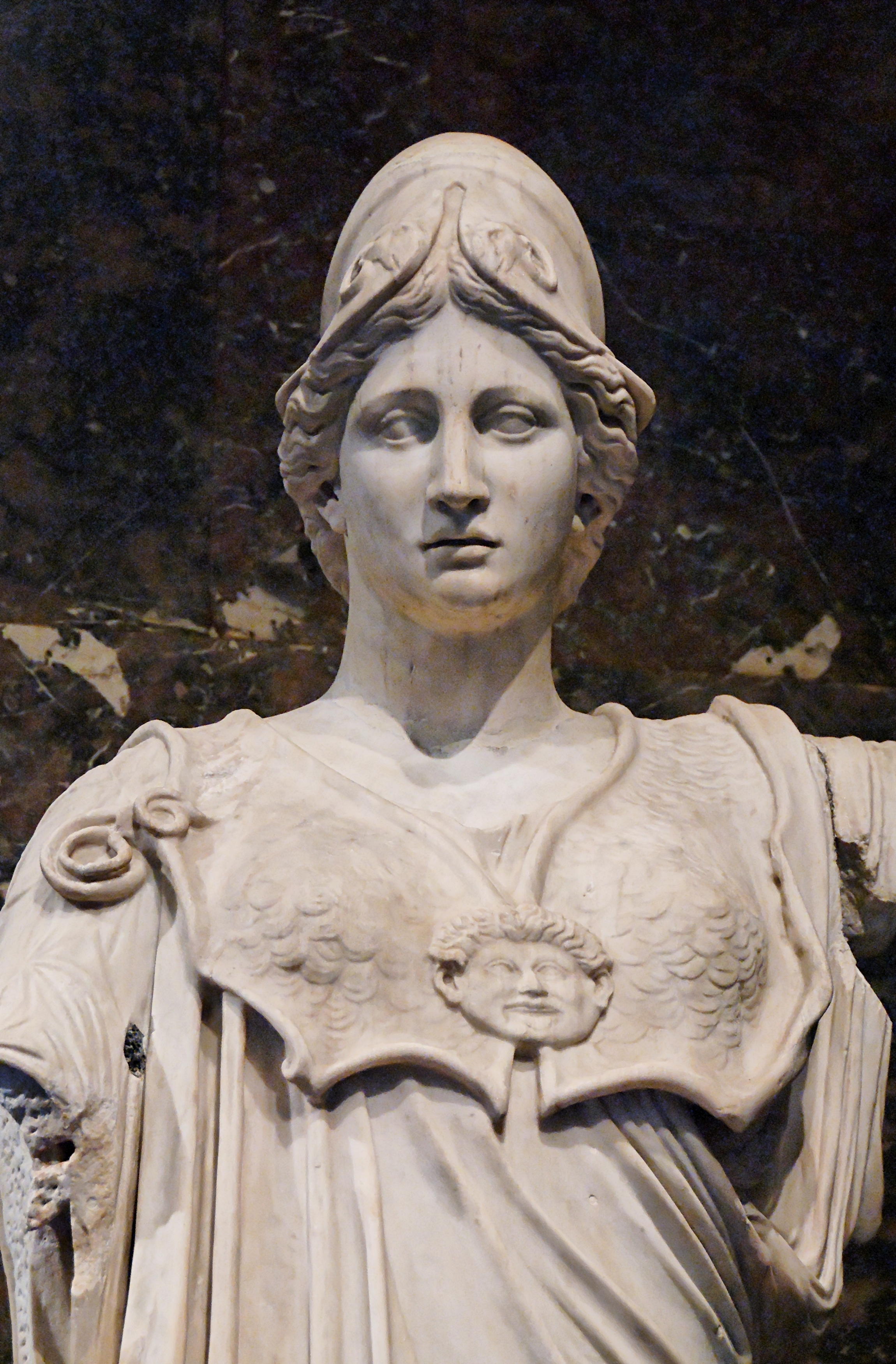
Athéna du type Hope-Farnèse portant l'égide, copie romaine d'un original du Ve siècle av. J.-C., musée du Louvre.

En secouant l'égide, Zeus déclenche le tonnerre et les éclairs, semant ainsi la terreur parmi les mortels :

« De son côté, le fils de Cronos saisit son égide

Aux mille franges d'or : il couvrit l'Ida de nuages,

Lançant l'éclair à grands fracas et secoua le mont,

Donnant la victoire aux Troyens et faisant fuir les autres. »

De même, l'égide présidera à la destruction de Troie :

« Un jour viendra où périront et la sainte Ilion

Et Priam et le peuple de Priam, le bon lancier,

Et où Zeus, le Cronide, ce grand prince de l'éther,

Outré de cette félonie, agitera sur tous

Sa sombre égide. »

Il la prête occasionnellement à Athéna mais aussi à Apollon. Lorsqu'elle est armée de l'égide, Athéna s'emploie plutôt à encourager qu'à terrifier : ainsi, c'est l'égide à la main qu'elle incite au combat les Achéens rassemblés près des nefs, ou qu'elle donne courage à Héraclès alors qu'il va combattre Cycnos. Elle en couvre également Achille alors que celui-ci s'en va effrayer les Troyens et permettra aux Grecs de récupérer le corps de Patrocle. Apollon s'en sert pour mettre en déroute les Achéens et pour protéger le corps d'Hector.
Le pseudo-Apollodore associe l'égide à la légende du Palladium. Alors que la jeune Athéna s'entraîne avec la naïade Pallas, Zeus interpose son égide pour protéger sa fille. Effrayée, Pallas ne peut détourner le coup d'Athéna, qui la tue. La déesse sculpte alors une statue de bois à son image et y fixe l'égide : c'est le Palladium.

### Origine
Calvert Watkins soutient que l'égide grecque est un emprunt à la littérature hittite, dans laquelle il est souvent fait allusion à un sac en peau de mouton ou de chèvre qui contient des allégories du bien-être (voir Mythe de Télipinu).
L'Encyclopédie berbère considère qu'il est probable que le nom grec dérive de la racine pan-berbère Γ ϒ Δ (chèvre).

## Symbole
L'égide est restée, dans l’Antiquité, le symbole de l’invulnérabilité garantie par la protection des dieux. Les empereurs romains sont ainsi souvent représentés avec une amulette placée sur la poitrine, miniature du bouclier orné de la tête de Méduse.
De nos jours, dans le langage courant, l'égide désigne un soutien, une protection voire un rempart, notamment dans l'expression « sous l'égide de » .

« Ma fierté est une trompeuse égide, je suis sans défense contre la douleur. »

— Honoré de Balzac, Béatrix
En histoire de l'art, on appelle « égide » un emblème composé de la tête et du collier d'une divinité, très courant en Égypte antique.
Dans l'United States Navy, les croiseurs de la classe Ticonderoga et les destroyers de la classe Arleigh Burke sont équipés d'un système de défense appelé Aegis (« Égide » en anglais).
En France, la médaille de la protection militaire du territoire comporte une agrafe « égide », destinée à récompenser les militaires qui participent de manière effective, sur le territoire national, à la protection des emprises militaires, des bâtiments publics de l’État, des organisations internationales et des missions diplomatiques et consulaires, depuis le 1er juillet 2013.